# Мілониці
Мілониці (пол. Miłonice) — село в Польщі, у гміні Кросневиці Кутновського повіту Лодзинського воєводства.
Населення — 71 особа (2011).
У 1975-1998 роках село належало до Плоцького воєводства.

## Демографія
Демографічна структура станом на 31 березня 2011 року:
|          | Загалом | Допрацездатний вік | Працездатний вік | Постпрацездатний вік |
| -------- | ------- | ------------------ | ---------------- | -------------------- |
| Чоловіки | 40      | 2                  | 32               | 6                    |
| Жінки    | 31      | 4                  | 18               | 9                    |
| Разом    | 71      | 6                  | 50               | 15                   |